# 毛果鸦葱
毛果鸦葱（学名：Scorzonera ikonnikovii）为菊科鸦葱属的植物，是中国的特有植物。分布于蒙古以及中国大陆的辽宁等地，目前尚未由人工引种栽培。